# Pseudophryne bibronii
Pseudophryne bibronii es una especie de anfibio anuro de la familia Myobatrachidae.

## Distribución geográfica
Esta especie es endémica de Australia. Aunque su población ha disminuido significativamente, todavía está muy extendida entre los 20 y 1000 m sobre el nivel del mar en la mayor parte de Nueva Gales del Sur, Victoria, el sudeste de Queensland y el este de Australia Meridional incluyendo la Isla Canguro.

## Descripción
Pseudophryne bibronii mide hasta 30 mm. Su dorso es gris, marrón o negro y muchas veces tiene rayas rojas. Su vientre es generalmente muy veteado con blanco y negro. Una mancha de color naranja, rojo o amarillo en las axilas; esta coloración varía de una región a otra, lo que podría ser el resultado de la hibridación con Pseudophryne dendyi que tiene una mancha amarilla. Otra mancha de color amarillo anaranjado se encuentra en la parte posterior de los muslos. Durante la estación seca vive enterrada en el suelo.

## Etimología
Esta especie lleva el nombre en honor a Gabriel Bibron, zoólogo francés.

## Publicación original
- Günther, 1859 "1858" : Catalogue of the Batrachia Salientia in the collection of the British Museum[6]